# Bảo tàng Làng Lublin ở Lublin
Bảo tàng Làng Lublin ở Lublin (tiếng Ba Lan: Muzeum Wsi Lubelskiej w Lublinie) là một bảo tàng ngoài trời tọa lạc tại số 96 đại lộ Warsaw, Lublin, Ba Lan. Hoạt động của bảo tàng này tập trung vào việc triển lãm các di tích kiến trúc bằng gỗ và gạch và các bộ sưu tập dân tộc học có nguồn gốc từ các khu vực của tỉnh Lublin trước đây. Bảo tàng Làng Lublin ở Lublin đã được đưa vào Sổ đăng ký Bảo tàng Nhà nước theo Đạo luật ngày 21 tháng 11 năm 1996 về bảo tàng.

## Lịch sử
Vào năm 1960, Bảo tàng Quận ở Lublin thành lập một chi nhánh là Khoa Kiến trúc Dân gian. Vào ngày 1 tháng 1 năm 1970, chi nhánh này được đổi tên thành Bảo tàng Làng Lublin và bắt đầu hoạt động độc lập.
Trong những năm đầu hoạt động, trụ sở của bảo tàng ngoài trời này nằm ở quận Kalinowszczyzna. Diện tích của khu vực triển lãm là 12 ha. Bảo tàng ngoài trời được bàn giao trụ sở hiện tại vào năm 1975. Hiện nay, diện tích của khu vực triển lãm là khoảng 27 ha. Vật thể kiến trúc đầu tiên được chuyển giao cho bảo tàng là một cối xay gió từ làng Zygmuntów.